# Kazuhiko Takahaši
Kazuhiko Takahaši (* 3. dubnau 1985 Aso, Japonsko) je bývalý japonský zápasník–judista.

## Sportovní kariéra
S judem vážněji začínal na střední škole Omuta ve Fukuoce a později pokračoval na Univerzitě Kokušikan v Tokiu. O stabilní místo v japonské reprezentaci si řekl vítězstvím na prestižním turnaji Kano Cup v roce 2009. V roce 2010 získal zlatou medaili na Asijských hrách. Pravidelně startoval v neolympijské disciplíně bez rozdílu vah. V roce 2012 se kvalifikoval na olympijské hry v Londýně v těžké váze, ale v japonské nominace musel ustoupit Daiki Kamikawovi. Vrcholovou sportovní kariéru ukončil v roce 2013.

### Vítězství
- 2009 - 1x světový pohár (Kano Cup)
- 2010 - 1x světový pohár (Rio de Janeiro)

## Výsledky

### Váhové kategorie
| Turnaj            | 2010       | 2011       |  |
| Turnaj            | 25         | 26         |  |
| Turnaj            | těžká váha | těžká váha |  |
| ----------------- | ---------- | ---------- |  |
| Olympijské hry    |            |            |  |
| Mistrovství světa | 5.         | —          |  |
| Asijské hry       | —          |            |  |
| Mistrovství Asie  |            | —          |  |

### Bez rozdílu vah
| Turnaj            | 2010 | 2011 |  |
| Turnaj            | 25   | 26   |  |
| ----------------- | ---- | ---- |  |
| Mistrovství světa | 7.   | 7.   |  |
| Asijské hry       | 1.   |      |  |